# 신카와바시역
신카와바시역(일본어: 新川橋駅)은 일본 아이치현 기요스시에 위치한 나고야 철도 나고야 본선의 철도역이다. 역 번호는 NH 41이며, 상대식 승강장 2면 2선의 구조를 갖춘 지상역이다.

## 타는 곳
| 1 | ■ 나고야 본선 | 하행 | 기후 · 쓰시마 방면     |
| 2 | ■ 나고야 본선 | 상행 | 나고야 · 도요하시 방면 |

## 이용 현황
- 2013년 기준 : 647명

## 역 주변
- 기요스 시청
- 신카와 대교

## 인접 역
| 나고야 철도 나고야 본선        | 나고야 철도 나고야 본선 | 나고야 철도 나고야 본선          |
| ------------------------------ | ----------------------- | -------------------------------- |
| NH 40 후타쓰이리 도요하시 방면 | ■ 나고야 본선           | 스카구치 NH 42 메이테쓰기후 방면 |